# Lünne
Lünne is een gemeente in de Duitse deelstaat Nedersaksen. De gemeente is onderdeel van de Samtgemeinde Spelle in het landkreis Emsland. Lünne telt 1.975 inwoners.
De gemeente is in 1965 ontstaan door het samenvoegen van de gemeenten Altenlünne, Plantlünne, Heitel en Blankemarte.
| Inwonertal / jaar | 1880 | 1900 | 1925 | 1933 | 1939 | 1950 |
| ----------------- | ---- | ---- | ---- | ---- | ---- | ---- |
| Altenlünne        | 298  | 326  | 397  | 365  | 408  | 680  |
| Plantlünne        | 194  | 237  | 286  | 326  | 311  | 468  |
| Heitel            | 154  | 157  | 207  | 191  | 181  | 249  |

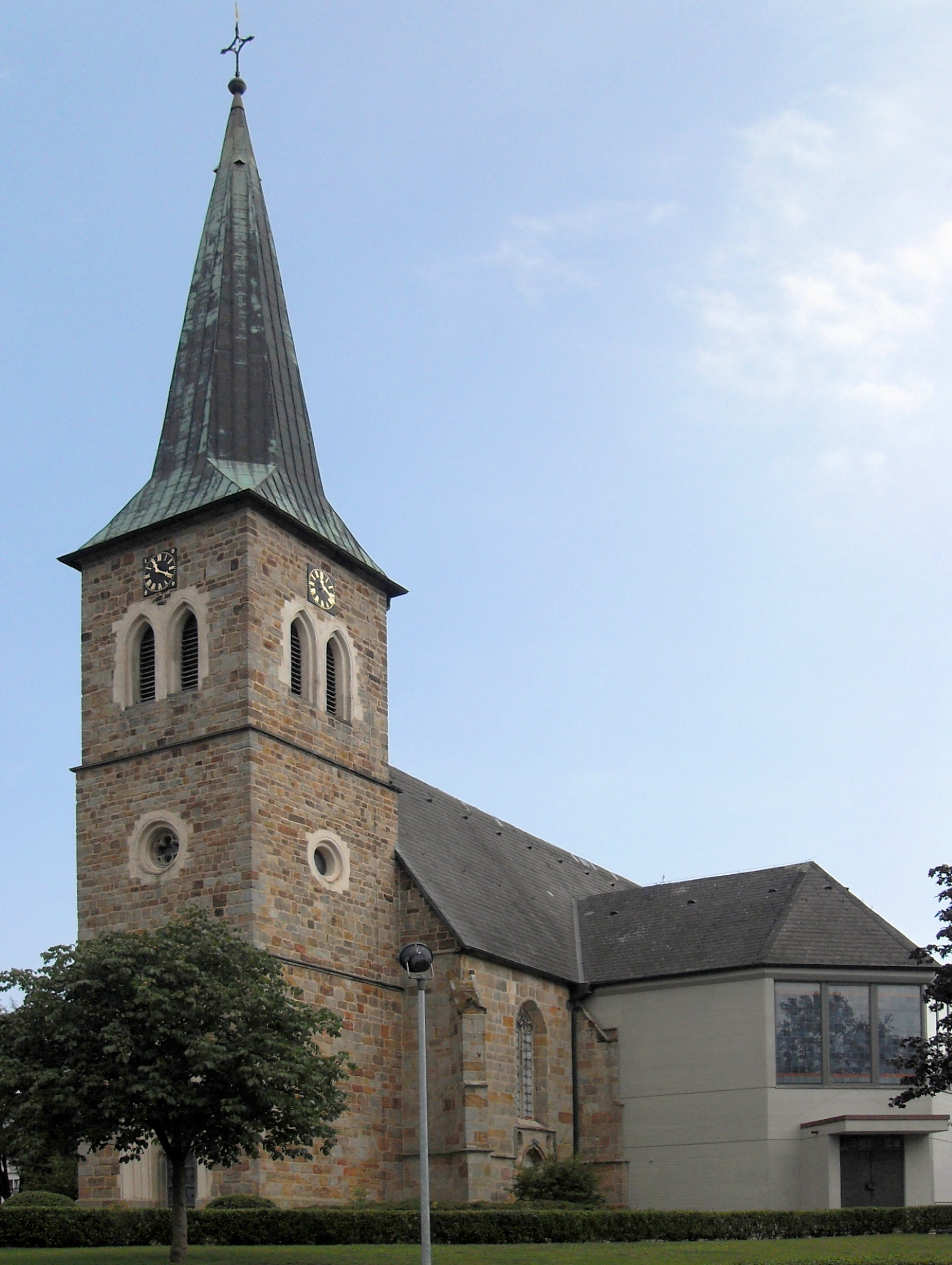
St. Vituskerk in Lünne

- Gemeinsame Normdatei: 16340764-2
- Virtual International Authority File: 232446205

Andervenne ·
Bawinkel ·
Beesten ·
Bockhorst ·
Börger ·
Breddenberg ·
Dersum ·
Dohren ·
Dörpen ·
Emsbüren ·
Esterwegen ·
Freren ·
Fresenburg ·
Geeste ·
Gersten ·
Groß Berßen ·
Handrup ·
Haren (Ems) ·
Haselünne ·
Heede ·
Herzlake ·
Hilkenbrook ·
Hüven ·
Klein Berßen ·
Kluse ·
Lähden ·
Lahn ·
Langen ·
Lathen ·
Lehe ·
Lengerich ·
Lingen ·
Lorup ·
Lünne ·
Meppen ·
Messingen ·
Neubörger ·
Neulehe ·
Niederlangen ·
Oberlangen ·
Papenburg ·
Rastdorf ·
Renkenberge ·
Rhede ·
Salzbergen ·
Schapen ·
Sögel ·
Spahnharrenstätte ·
Spelle ·
Stavern ·
Surwold ·
Sustrum ·
Thuine ·
Twist ·
Vrees ·
Walchum ·
Werlte ·
Werpeloh ·
Wettrup ·
Wippingen